# Kol da Suécia
Kol Sverkersson, nascido em meados do século XII, foi um nobre sueco, provavelmente filho ilegítimo do Rei Suérquero I, fruto da relação deste com uma mulher desconhecida. Era meio irmão de Carlos VII e de Boleslau.
É mencionado em Gotalândia Ocidental como Kol Konung (rei Kol). Entretanto, este só havia sido escolhido rei em Gotalândia Oriental, onde governou junto com seu irmão Boleslau após a morte de Carlos VII. Kol e Boleslau eram rivais do Rei Canuto I e lutaram contra este para ascender ao trono sueco entre 1167 e 1172, quando foram derrotados.
Também é mencioando numa carta papal, onde cogita-se que Canuto I pretenderia propor seu pai, Santo Érico como santo.